# Ponte dell'Ermitage
Il ponte dell'Ermitage (in russo Эрмита́жный мост?) è un ponte che attraversa il canale d'Inverno lungo il Lungoneva del Palazzo a San Pietroburgo. Il ponte fa parte del complesso dell'Ermitage e del Palazzo d'Inverno.

## Posizione
Il ponte si trova tra il teatro dell'Ermitage e il Grande Ermitage. Il Canale d'Inverno separa due isole: il Palazzo d'Inverno si trova sull'isola del Secondo Ammiragliato (a ovest), mentre il Teatro dell'Ermitage è ubicato sull'isola del Primo Ammiragliato (a est). Il traffico automobilistico attraversa il ponte in due corsie, una per ciascun senso di marcia. Le acque del canale scorrono dalla Neva al Mojka, mentre le barche sul canale viaggiano dal Mojka alla Neva.
La stazione più vicina della metropolitana di San Pietroburgo è Admiraltejskaja.

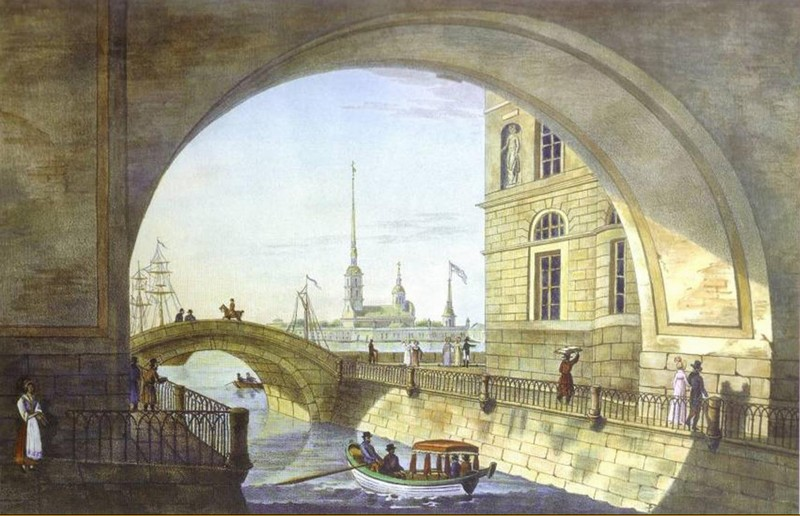
Vista sul ponte dell'Ermitage verso il fiume Neva. Litografia, 1820

## Storia
Il ponte originale era un ponte levatoio in legno a tre campate costruito nel 1718-1720 da Harmen van Bol'es, subito dopo il completamento del canale vicino al Palazzo d'Inverno. Questo ponte era stretto, consentendo il passaggio di un solo carro alla volta.
Il ponte permanente in pietra fu costruito nel 1763-1766, in concomitanza con la costruzione degli argini in granito del fiume Neva. Oggi, il ponte dell'Ermitage rimane il più antico ponte di pietra di San Pietroburgo.
In origine l'arco del ponte era costruito in mattoni e pietra calcarea con esterno in granito. Nel 1934 fu sostituito con il nuovo arco monolitico in cemento armato privo di cerniere, ma la facciata in granito fu preservata dal progetto dell'ingegnere AD Sapestein, dell'architetto KM Dmitriev e del consigliere, professor GP Peredery. Nel 1950 è stata ripristinata la decorazione originaria delle rampe.
Il 20 aprile 1738, il ponte ricevette il suo primo nome ufficiale di Ponte dell'argine superiore (in russo Верхний Набережный мост?) dal nome della strada "Argine superiore" (oggi Lungoneva del Palazzo). Tuttavia, questo nome non durò a lungo. Venne rinominato Ponte del Palazzo d'Inverno ( in russo Зимнедворцовый мост?) dopo la costruzione del vicino Palazzo d'Inverno a metà del XVIII secolo. Dalla fine del XVIII secolo il ponte fu ribattezzato Ponte del Palazzo (da non confondere con il moderno Ponte del Palazzo). Il nome attuale gli è stato dato nel 1929. Il nome del ponte dell'Ermitage deriva dal Teatro dell'Ermitage, costruito all'epoca tra il Canale d'Inverno e il Palazzo d'Inverno.